# Платформа 69-й км
Платформа 69-й км (до 1948 года Келлиё, фин. Kelliö) — посёлок в Сосновском сельском поселении Приозерского района Ленинградской области России.

## История
В 1917 году была построена железная дорога, связавшая Финляндию с Петербургом, близ деревни Келлиё была открыта одноимённая станция. 
- Деревня Келлиё на финской карте 1923 года

До 1939 года деревня Келлиё входила в состав волости Рауту Выборгской губернии Финляндской республики.
С 1 декабря 1960 года — в составе Приозерского района. 
С 1 февраля 1963 года — в составе Выборгского района.
С 1 января 1965 года — вновь в составе Приозерского района. 
По данным 1973 и 1990 годов посёлок Платформа 69-й км входил в состав Сосновского сельсовета.
В 1997 году в посёлке Платформа 69-й км Сосновской волости проживали 449 человек, в 2002 году — 380 человек (русские — 90 %).
В 2007 году в посёлке Платформа 69-й км Сосновского СП проживали 340 человек, в 2010 году — 288 человек.

## География
Посёлок расположен в южной части района к востоку от автодороги А121 «Сортавала» (Санкт-Петербург — Сортавала — автомобильная дорога Р-21 «Кола»).
Расстояние до административного центра поселения — 8 км.
В посёлке расположена железнодорожная платформа 69-й км.
Через посёлок протекает левый приток ручья Козлец. 

## Демография
| 2007 | 2010 | 2017 |
| ---- | ---- | ---- |
| 340  | ↘288 | ↗380 |

## Улицы
Всесезонная, Заводская, Заповедный переулок, Комсомольская, Лесная, Моховая, Нагорная, Озёрная, Ольховая, Ореховая, Парковая, Сосновая.